# Sky Brasil 1
SKY Brasil 1 (auch SKYB-1 oder Intelsat 32e) ist ein kommerzieller Kommunikationssatellit der Sky Brasil, einer Tochter der Firma AT&T/DirecTV.

## Missionsverlauf
Er wurde am 14. Februar 2017 mit einer Ariane-5-Trägerrakete vom Raketenstartplatz Centre Spatial Guyanais zusammen mit Telkom 3S in eine geostationäre Umlaufbahn gebracht. Knapp 40 Minuten nach dem Start setzte die ECA-Oberstufe der Ariane 5 den Satelliten in einem geostationären Transferorbit aus. Von dort aus gelangte er durch seinen eigenen Antrieb in seine geosynchrone Umlaufbahn.

## Technische Daten
Der dreiachsenstabilisierte Satellit ist mit 60 Ku-Band und 21 Ka-Band Transpondern ausgerüstet und soll von der Position 43,1° West aus hauptsächlich Venezuela, Argentinien, Chile, Columbien und Brasilien mit Fernsehen versorgen. Die Ka-Band-Transponder werden an den Satellitenbetreiber YahSat vermietet. Er wurde auf Basis des Satellitenbus Eurostar E3000 der Airbus Defence and Space gebaut und besitzt eine geplante Lebensdauer von mehr als 19 Jahren. Der Telekommunikationskonzerns Intelsat besitzt eine Minderheitsanteil an dem Satelliten, welcher unter der Bezeichnung von Intelsat 32e vermarktet wird, um Internetdienste für Luft- und Seeverkehr in der atlantischen und karibischen Region anzubieten.